# ملانی اسکومن
ملانی اسکومن (انگلیسی: Melanie Skillman؛ زادهٔ september ۲۳, ۱۹۵۴ (۷۰ سال)) ورزشکار تیراندازی با کمان اهل ایالات متحده آمریکا است.
وی در مسابقات کشوری و بین‌المللی در مجموع برندهٔ ۱ مدال برنز شده‌است.